# Batiar
Batiar (baciar, baciarz) – potoczne i gwarowe określenie „człowieka ulicy” lwowskiej. Wbrew obiegowej opinii nie odnosiło się wyłącznie do młodzieży.
Najprawdopodobniej wyraz „batiar” pochodzi od węgierskiego „betyár” oznaczającego rozbójnika, awanturnika, ulicznika. Znany jest pogląd (propagowany przez Urszulę Jakubowską), że określenia „batiar” używano w czasie przynależności Lwowa do Austro-Węgier. Policjanci (którymi wówczas często byli Węgrzy) uganiali się za chuliganami z okrzykiem „betyár”. Lwowiakom ta nazwa bardzo miała się spodobać i weszła do codziennego słownictwa. Według Kazimierza Chłędowskiego autorem tego określenia jest Jan Lam. Cyt.: Po Lamie pozostało niemało wyrażeń w galicyjskim słowniku, pomiędzy innymi i nazwa „baciarz” określająca indywiduum, żyjące z dnia na dzień, zaniedbane, brudne, zapite, o którym się mówi tylko z pogardą.
Najsłynniejszymi batiarami byli Szczepcio i Tońko z radiowej audycji Wesoła Lwowska Fala, którzy rozpropagowali na całą Polskę postaci biedaków o gołębich sercach.